# Alexander Friedrichs
Alexander Ernst Charles Friedrichs (* 12. März 1838 in Hameln; † 19. März 1895 in Lüneburg) war Landwirt und Mitglied des Deutschen Reichstags.

## Leben
Friedrichs besuchte das Realgymnasium in Celle und Lüneburg und erlernte die Landwirtschaft. Seit 1864 bewirtschaftete er den eigenen Grundbesitz in Westergellersen bei Lüneburg. Weiter war er seit dem 1. März 1883 Direktor der Entwässerungs-Genossenschaft der Ilmenau-Niederung.
Von 1886 bis 1893 war er Mitglied des Preußischen Abgeordnetenhauses für den Wahlkreis Lüneburg 6 (Stadt- und Landkreis Lüneburg) und von 1887 bis 1890 des Deutschen Reichstags für den Wahlkreis Provinz Hannover 16 (Lüneburg, Soltau, Winsen (Luhe)) und die Nationalliberale Partei.